# Eparquia de Parassala
A Eparquia de Parassala (Latim:Eparchia Parassalana) é uma eparquia pertencente a Igreja Católica Siro-Malancar com rito Siro-Malancar. Está localizada no município de Parassala, no estado de Querala, pertencente a Arquieparquia Maior de Trivandrum na Índia. Foi fundada em 5 de agosto de 2017 pelo Papa Francisco. Possui uma população católica de 37.500 habitantes, com 103 paróquias com dados de 2020.

## História
Em 5 de agosto de 2017 o Papa Francisco cria Eparquia de Parassala através do território da Arquieparquia Maior de Trivandrum. Desde sua fundação em 2017 pertence a Igreja Católica Siro-Malancar, com rito Siro-Malancar.

## Lista de eparcas
A seguir uma lista de eparcas desde a criação da eparquia em 2017.
|                      | Nome                            | Período              | Notas                |
| Eparcas de Parassala | Eparcas de Parassala            | Eparcas de Parassala | Eparcas de Parassala |
| -------------------- | ------------------------------- | -------------------- | -------------------- |
| 1º                   | Thomas Eusebios Naickamparampil | 2017 - atual         |                      |